# Goldstar TV
Goldstar TV (eigene Schreibweise: GoldStar TV) ist ein deutschsprachiger Fernsehsender, der in Grünwald  ansässigen Mainstream Media AG. Ursprünglich wurde das Programm von der GoldStar TV GmbH & Co. KG betrieben, im Rahmen einer Umfirmierung zu einer Aktiengesellschaft nunmehr von der Mainstream Media AG weitergeführt. Das Programm besteht vorwiegend aus Musik der Bereiche der volkstümlichen Musik und des Schlagers. Als 24-stündiges Spartenprogramm konzipiert, bringt dieser Musikclips, moderierte Musiksendungen und Aufzeichnungen von Schlagerveranstaltungen sowie Live-Konzerte. Seine Sendelizenz erhielt der Kanal von der Bayerischen Landeszentrale für neue Medien in München und startete sein Programm am 1. März 2000. Goldstar TV wurde digital über Satellit verbreitet und war dort sowie im Kabel im Rahmen des Programmbouquets von
Sky zu bis zum 31. Oktober 2017 empfangen. Seit 1. November 2017 ist der Sender über Waipu.tv und Zattoo zu empfangen, sowie seit Dezember 2018 über Amazon und seit September 2019 in der eigenen FERNSEHEN MIT HERZ App. Der Senderclaim von GoldStar TV lautet: Alles Schlager.

## Unternehmen
Die Mainstream Media AG und ihre vormalige GoldStar TV GmbH & Co. KG ist ein auf den Bereich Unterhaltung spezialisierter Fernsehanbieter, welcher versucht, die Bedürfnisse des Großteils der Bevölkerung wahrzunehmen. So sendet GoldStar TV deutschsprachige Schlager, internationale Unterhaltungsmusik, Oldies und Country-Hits in Form von Videoclips, Live- oder Studioaufzeichnungen. Senderzielgruppe sind Zuschauer ab 30 Jahren. Daneben betreibt die Mainstream Media AG auch noch die digitalen Fernsehsender Romance TV und Heimatkanal. Vorstandsvorsitzender der Mainstream Media AG ist Tim Werner.

## Moderatoren
In der Vergangenheit fanden sich folgende Moderatoren im Programm von Goldstar TV wieder:
- Sonja Weissensteiner
- Alexander-Klaus Stecher
- Uwe Hübner
- Frederic Meisner
- Sarah Valentina Winkhaus
- Michael Holm

## Empfang
Goldstar TV kann im Rahmen verschiedener Programmpakete und auch einzeln abonniert werden. Verbreitet wird der Kanal per Streaming über Waipu.tv, Zattoo, Amazon, TV.de und die eigene FERNSEHEN MIT HERZ App.

## Radio Goldstar
Neben den Fernsehaktivitäten des Unternehmens wurde am 3. September 2001 auch ein bundesweiter, frei empfangbarer digitaler Hörfunkkanal gestartet, der allerdings bereits nach einem Jahr aus wirtschaftlichen Gründen eingestellt wurde.